# AMPD1
La AMP desaminasa 1 es una enzima que en humanos está codificada por el gen AMPD1.
La adenosina monofosfato desaminasa es una enzima que convierte el monofosfato de adenosina (AMP) en monofosfato de inosina (IMP), liberando una molécula de amoníaco en el proceso.

## Función
La adenosina monofosfato desaminasa 1 cataliza la desaminación de AMP a IMP en el músculo esquelético y desempeña un papel importante en el ciclo de los nucleótidos de purina. Se han identificado otros dos genes, AMPD2 y AMPD3, para las isoformas específicas del hígado y de los eritrocitos, respectivamente. La deficiencia de la enzima específica del músculo es aparentemente una causa común de miopatía inducida por el ejercicio y probablemente la causa más común de miopatía metabólica en el ser humano. 
Un informe de investigación muestra que la metformina, un medicamento para la diabetes ampliamente recetado actúa sobre la quinasa activada por AMP (AMPK) al inhibir directamente la AMP desaminasa, aumentando así el AMP celular.

## Regulación
Se ha demostrado que, en ambientes con altas concentraciones de potasio, la AMP-desaminasa está regulada por ATP y ADP a través de un mecanismo "tipo K m ". En concentraciones bajas de iones potasio se observa una regulación mixta del tipo K m V.

## Patología
La deficiencia de AMPD1, también conocida como deficiencia de mioadenilato desaminasa, es un trastorno en el que el cuerpo produce una cantidad insuficiente de AMP desaminasa.

monofosfato de adenosina (AMP)
monofosfato de inosina (IMP)

## Otras lecturas
- Fishbein WN, Armbrustmacher VW, Griffin JL (1978). «Myoadenylate deaminase deficiency: a new disease of muscle.». Science 200 (4341): 545-8. Bibcode:1978Sci...200..545F. PMID 644316. doi:10.1126/science.644316.
- Sabina RL, Fishbein WN, Pezeshkpour G (1992). «Molecular analysis of the myoadenylate deaminase deficiencies.». Neurology 42 (1): 170-9. PMID 1370861. S2CID 11221341. doi:10.1212/wnl.42.1.170.
- Morisaki T, Gross M, Morisaki H (1992). «Molecular basis of AMP deaminase deficiency in skeletal muscle.». Proc. Natl. Acad. Sci. U.S.A. 89 (14): 6457-61. Bibcode:1992PNAS...89.6457M. PMC 49520. PMID 1631143. doi:10.1073/pnas.89.14.6457.
- Sabina RL, Morisaki T, Clarke P (1990). «Characterization of the human and rat myoadenylate deaminase genes.». J. Biol. Chem. 265 (16): 9423-33. PMID 2345176. doi:10.1016/S0021-9258(19)38866-0.
- Dale GL (1989). «Radioisotopic assay for erythrocyte adenosine 5'-monophosphate deaminase.». Clin. Chim. Acta 182 (1): 1-7. PMID 2502331. doi:10.1016/0009-8981(89)90144-7.
- Mercelis R, Martin JJ, Dehaene I (1981). «Myoadenylate deaminase deficiency in a patient with facial and limb girdle myopathy.». J. Neurol. 225 (3): 157-66. PMID 6167680. S2CID 29588220. doi:10.1007/BF00313744.
- van Laarhoven JP, de Gast GC, Spierenburg GT, de Bruyn CH (1983). «Enzymological studies in chronic lymphocytic leukemia.». Leuk. Res. 7 (2): 261-7. PMID 6406772. doi:10.1016/0145-2126(83)90016-4.
- Kelemen J, Rice DR, Bradley WG (1982). «Familial myoadenylate deaminase deficiency and exertional myalgia.». Neurology 32 (8): 857-63. PMID 7201581. S2CID 39331402. doi:10.1212/wnl.32.8.857.
- Baumeister FA, Gross M, Wagner DR (1993). «Myoadenylate deaminase deficiency with severe rhabdomyolysis.». Eur. J. Pediatr. 152 (6): 513-5. PMID 8335021. S2CID 32249030. doi:10.1007/BF01955062.
- Morisaki T, Holmes EW (1993). «Functionally distinct elements are required for expression of the AMPD1 gene in myocytes.». Mol. Cell. Biol. 13 (9): 5854-60. PMC 360332. PMID 8355716. doi:10.1128/MCB.13.9.5854.
- Bruno C, Minetti C, Shanske S (1998). «Combined defects of muscle phosphofructokinase and AMP deaminase in a child with myoglobinuria.». Neurology 50 (1): 296-8. PMID 9443500. S2CID 23521698. doi:10.1212/wnl.50.1.296.
- Hisatome I, Morisaki T, Kamma H (1998). «Control of AMP deaminase 1 binding to myosin heavy chain.». Am. J. Physiol. 275 (3 Pt 1): C870-81. PMID 9730972. doi:10.1152/ajpcell.1998.275.3.C870.
- Sims B, Powers RE, Sabina RL, Theibert AB (1999). «Elevated adenosine monophosphate deaminase activity in Alzheimer's disease brain.». Neurobiol. Aging 19 (5): 385-91. PMID 9880040. S2CID 23996226. doi:10.1016/S0197-4580(98)00083-9.
- Loh E, Rebbeck TR, Mahoney PD (1999). «Common variant in AMPD1 gene predicts improved clinical outcome in patients with heart failure.». Circulation 99 (11): 1422-5. PMID 10086964. doi:10.1161/01.cir.99.11.1422.
- Abe M, Higuchi I, Morisaki H (2000). «Myoadenylate deaminase deficiency with progressive muscle weakness and atrophy caused by new missense mutations in AMPD1 gene: case report in a Japanese patient.». Neuromuscul. Disord. 10 (7): 472-7. PMID 10996775. S2CID 21449661. doi:10.1016/S0960-8966(00)00127-9.
- Morisaki H, Higuchi I, Abe M (2001). «First missense mutations (R388W and R425H) of AMPD1 accompanied with myopathy found in a Japanese patient.». Hum. Mutat. 16 (6): 467-72. PMID 11102975. S2CID 32543488. doi:10.1002/1098-1004(200012)16:6<467::AID-HUMU3>3.0.CO;2-V.
- Gross M, Rötzer E, Kölle P (2002). «A G468-T AMPD1 mutant allele contributes to the high incidence of myoadenylate deaminase deficiency in the Caucasian population.». Neuromuscul. Disord. 12 (6): 558-65. PMID 12117480. S2CID 8380610. doi:10.1016/S0960-8966(02)00008-1.
- Mahnke-Zizelman DK, Sabina RL (2003). «N-terminal sequence and distal histidine residues are responsible for pH-regulated cytoplasmic membrane binding of human AMP deaminase isoform E.». J. Biol. Chem. 277 (45): 42654-62. PMID 12213808. doi:10.1074/jbc.M203473200.